# صالح كبة
السيد صالح عبد الأمير كبة هو اقتصادي عراقي راحل، ولد في بغداد، وتخرج من دار المعلمين العالية ووزير مالية العراق في عهد رئيس الوزراء عبد الرزاق النايف وأحمد حسن البكر.

## مسيرته المهنية
مارس التدريس في الحلة والنجف وبغداد، ثم التحق ببعثة للدراسة في الجامعة الأمريكية في بيروت، ثم درس في جامعة كاليفورنيا في بركلي وتخرج سنة 1940. عمل بعدها مديرا لدائرة الإحصاء، وساهم في تأسيس البنك المركزي العراقي سنة 1948. عمل في مناصب مختلفة ومنها مديرا للبنك العراقي المتحد ووكيلا لوزارة النفط. شغل منصب وزير المالية مرتين عام 1963 في وزارة أحمد حسن البكر الأولى والمرة الثانية سنة 1968 في حكومة عبد الرزاق النايف. علما أنه عين في حكومة النايف وزيرا دون أخذ رأيه. شغل منصب محافظ البنك المركزي العراقي للفترة من 29 تشرين الثاني 1965 إلى 20 كانون الثاني 1969.

## وفاته
غادر العراق مضطرا سنة 1969. وفي سنة 1975، صدر عليه حكم بالإعدام ومصادرة أمواله المنقولة وغير المنقولة بموجب قرار محكمة الثورة لاتهامه بالتجسس والتخريب. من الجدير بالذكر أن والده عبد الأمير كبة كان نائبا في العهد الملكي في العراق.